# Héctor Toro Balarezo
Héctor Toro Valarezo (Zaruma, 19 de junio de 1910- Zaruma, 5 de julio de 2005) fue un escritor, poeta, educador y periodista ecuatoriano, nacido en la provincia de El Oro. Ejerció la docencia e investigación histórica sobre su ciudad natal; cultivó el periodismo, la literatura, el ensayo y la poesía, evidenciado en su obra; fue director Provincial de Educación de la provincia de El Oro y uno de los más reconocidos promotores culturales de Zaruma y la provincia.

## Biografía
Hijo de Daniel Toro Román y Rosa Otilia Valarezo Valarezo, estudió en la Escuela superior de varones de Zaruma, sus estudios secundarios los realizó en el Colegio Experimental Juan Montalvo de la ciudad de Quito, donde escribió la monografía titulada Biografía de Juan Montalvo, que fue premiada por dicha institución educativa. Al regresar a la ciudad de Zaruma, escribió el folleto: El pacifismo como factor de cultura en las Américas con motivo de la Segunda Guerra Mundial. En el año de 1945, se graduó de bachiller en ciencias de la educación (Normalista).
Al regresar a su provincia se desempeñó como docente, fue Rector de los colegios 26 de Noviembre, de Zaruma y 13 de Mayo en la ciudad de Portovelo (cantón); colaboró con varios artículos en El Universo (periódico), fue miembro de la Casa de la Cultura Ecuatoriana, núcleo El Oro y Director Provincial de Educación por dos ocasiones. En el año de 1984 fue nombrado Hijo ilustre de la provincia de El Oro.En 1980 fue condecorado y declarado por el I. Concejo Municipal de Zaruma "El Ciudadano más distinguido del Año”. En agosto de 1994 fue condecorado por la Casa de la Cultura, Matriz de Quito, con motivo de las Bodas de Oro de creación de la Casa de la Cultura Ecuatoriana, junto con 60 personajes ecuatorianos más como Oswaldo Guayasamin, Eduardo Kingman, Ángel Felicisimo Rojas, Huberto Santa Cruz, etc.
Otras condecoraciones son: en 1.962, por la Presidencia de la República del Ecuador, con medalla al “Mérito Educacional”; en 1997 por la UNE Provincial de El Oro y el Concejo Municipal de Zaruma. En septiembre del mismo año, el H. Congreso Nacional del Ecuador le confirió un conceptuoso Acuerdo en reconocimiento “por su brillante trayectoria en el campo educativo y literario”. En julio del año 2000 le confirió, el Congreso Nacional, Acuerdo y Medalla de Oro “Al mérito Educativo”. “El 13 Julio del 2.000 el Colegio 26 de Noviembre le confirió condecoración "AL MERITO EDUCATIVO" y el Centro Escolar “Guillermo Maldonado” lo condecoró, en 1.963 y 1.988, con motivo de las Bodas de Plata y de Oro, respectivamente, por la fundación de dicho establecimiento y por haber sido su Director, once años, entre varias otras.
Su mayor éxito intelectual lo constituye el hecho de haber sido, en cuatro oportunidades, miembro del Jurado Calificador del Concurso Nacional de Poesía Ismael Pérez Pazmiño que promovía el diario El Universo de Guayaquil, en los años 1963, 71, 76 y 84, siendo con el padre Miguel Sánchez Astudillo (+), en distinta ocasión, los únicos zarumeños y orenses que tuvieron tan alta distinción; nominaciones que no hicieron más que reconocer su indiscutible valía de poeta y de verdadero intelectual.
Publicó las siguientes obras: “Breve Monografía del Cantón Zaruma”, premiada por el I. Concejo Cantonal; “Valores de Zaruma: Miguel Sánchez Astudillo, S.J. y Dr. Carlos E. Reyes A”; “Zaruma en la Lira y en la Pluma de Literatos y Periodistas”; “Homenaje a Simón Bolívar, en el Bi-Centenario de su nacimiento” a más de las ya nombradas, y las obras poéticas “Armonías de Primavera”, en 1.935; “Poesías”, en 1.970 y “Atardeceres”, en el año 2000; totalizando más de 200 poemas en los tres poemarios y más de 300 artículos periodísticos en El Universo.
Finalmente podemos decir que siendo Director del Centro Escolar y por encargo Municipal, junto con el Sr. Juan F. Ordóñez R., Secretario del Concejo, fueron los diseñadores de la bandera de Zaruma y que el I. Concejo Cantonal la aprobó y adoptó, como Bandera Oficial, mediante Acuerdo Municipal, el 10 de junio de 1948, estando como Presidente el Sr. Alberto Carrión G.
Tras una larga y rica trayectoria humanística en la enseñanza, falleció el 5 de julio de 2005, de un paro cardio respiratorio, a la edad de 95 años, en su tierra natal. La Municipalidad de Zaruma le rindió un homenaje póstumo en diciembre del 2013, reconociéndolo como uno de los intelectuales que más promovió la cultura en su ciudad y en la provincia de El Oro y el 26 de noviembre del 2020, Bicentenario de la independencia de Zaruma, denomino a la escalinata que conduce a la iglesia matriz con su nombre. En 2018 el Municipio de Machala le puso su nombre a una de sus principales avenidas, junto al parque ecológico Zoila Ugarte. Es autor de varios himnos de escuelas y colegios de Zaruma y la provincia.

## Obra
- Monografía Biografía de Juan Montalvo
- Atardeceres DESCARGAR
- Breve monografía del Cantón Zaruma DESCARGAR
- Libro Valores de Zaruma
- Libro Homenaje a Simón Bolívar en el bicentenario de su nacimiento DESCARGAR
- Poemario Armonías de Primavera DESCARGAR
- Libro Antología poética (Obra póstuma) DESCARGAR
- Zaruma rasgos que la caracterizan DESCARGAR
- Poesías DESCARGAR